# Изабел Уери
Изабел Уери (на английски: Isabelle Wéry) е белгийска актриса, драматург, поетеса и писателка, авторка на произведения в жанра драма и съвременен роман.

## Биография и творчество
Изабел Уери е родена през 1970 г. в Лиеж, Белгия. Учи актьорско майсторство при Рене Хайно във Висшия национален институт по сценични изкуства в Брюксел и завършва през 1991 г.
След дипломирането си работи към Театър де ла Ви. Играе в постановки в Белгия, Франция, Италия и Великобритания. Става известна с интерпретацията си на пиесата „Монолози за вагината“ на Ева Енслър. През 2008 г. печели наградата на белгийските театрални критици в категорията „Моноспектакъл“ за изпълнението ѝ в „La tranche de Jean-Daniel Magnin“. В режисурата на мюзикълите изпълнява песни и танцува. Пише самостоятелни пиеси като „Смъртта на прасето“, „Базар за портокали“, „Госпожица Ари гола“.
Първият ѝ роман „Господин Рене“ е издаден през 2006 г. и представя въображаема биография на белгийския актьор Рене Ено.
Втората ѝ книга „Мерилин обезкостена“ е публикувана през 2013 г. Представя живота на една събуждаща се жена, нейното възхищение от живота, стигащо дори до силно желание за двойственост, за откриването ѝ на любовта и свободата. Книгата печели Наградата за литература на Европейския съюз за годината.
Изабел Уери живее в Брюксел.

## Произведения

### Самостоятелни романи
- Monsieur René (2006)
Господин Рене, изд.: ИК „Персей“, София (2017), прев. Румен Руменов
- Marilyn Désossée (2013) - награда за литература на Европейския съюз
Мерилин обезкостена, изд.: ИК „Персей“, София (2015), прев. Румен Руменов
- Poney flottant: Coma augmenté (2018)

### Поезия
- Saisons culottes amis (2010)

### Филмография
- 1995 Le nez au vent
- 1998 Max et Bobo

### Пиеси
- La mort du cochon
- Le Bazar des organa
- Mademoiselle Ari nue
- Juke-Box et Almanach